# Piletocera conchylia
Piletocera conchylia là một loài bướm đêm trong họ Crambidae.